# Martin Dohou Azonhiho
Martin Dohou Comlan Azonhiho (Abomey, ?) is een Benins militair en politicus.
Azonhiho droeg de graad van kolonel in het Beninse leger, later die van brigadegeneraal. Hij was een van de steunpilaren van president Mathieu Kérékou tijdens diens eerste regeerperiode tussen 1972 en 1991. Azonhiho bekleedde verschillende ministerposten (minister van Informatie tussen 1974 et 1982, minister van Binnenlandse Zaken, Veiligheid en Nationale Koers vanaf 1975 en minister van Landbouw tussen 1987 en 1988). Hij gold als ideoloog van het marxistisch regime en was een gevreesd figuur. Hij werd ervan verdacht mede achter de dood te zitten van zijn rivaal, majoor en minister van Binnenlandse Zaken Michel Aikpé, die in 1975 werd vermoord.
Na de democratisering stichtte Azonhiho een eigen partij, Union pour la Patrie et le Travail (UPT). Hij werd veroordeeld tot tien jaar gevangenisstraf wegens verduistering van fondsen. Na het ontslag van minister van Defensie Pierre Osho op 11 januari 2006 stelde president Kérékou Azonhiho aan tot nieuwe minister, ook al was hij nog in zijn proeftijd na zijn veroordeling. Vanuit het parlement kwam protest tegen de benoeming van Azonhiho op zo'n gevoelige post. Hij werd bovendien benoemd tot grootofficier in de Nationale Orde van Benin. Azonhiho bleef maar enkele maanden minister want later dat jaar liep de presidentstermijn van Kérékou ten einde. In 2009 werd hij aangesteld als gouverneur van de haven van Cotonou.